# Монтюрё-ле-Боле
Монтюрё-ле-Боле́ (фр. Montureux-lès-Baulay) — коммуна во Франции, находится в регионе Франш-Конте. Департамент — Верхняя Сона. Входит в состав кантона Аманс. Округ коммуны — Везуль.
Код INSEE коммуны — 70372.

## География
Коммуна расположена приблизительно в 300 км к юго-востоку от Парижа, в 65 км севернее Безансона, в 26 км к северо-западу от Везуля.
Вдоль западной границы коммуны протекает река Сона.

## Население
Население коммуны на 2010 год составляло 170 человек.
| 1962 | 1968 | 1975 | 1982 | 1990 | 1999 | 2010 |
| ---- | ---- | ---- | ---- | ---- | ---- | ---- |
| 250  | 231  | 171  | 160  | 161  | 150  | 170  |

## Экономика

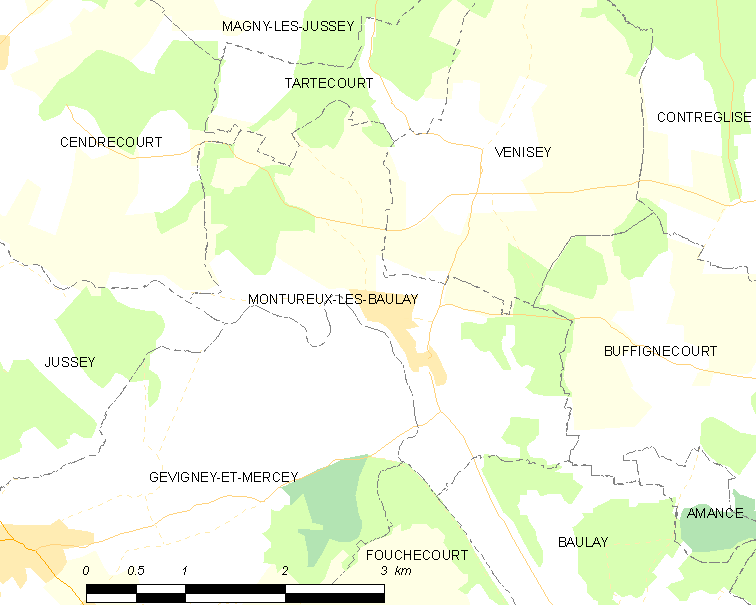
Карта коммуны

В 2010 году среди 101 человека трудоспособного возраста (15—64 лет) 72 были экономически активными, 29 — неактивными (показатель активности — 71,3 %, в 1999 году было 64,8 %). Из 72 активных жителей работали 64 человека (36 мужчин и 28 женщин), безработных было 8 (4 мужчины и 4 женщины). Среди 29 неактивных 5 человек были учениками или студентами, 18 — пенсионерами, 6 были неактивными по другим причинам.